# Zográfou
Zográfou (en grec : Ζωγράφου) est un dème situé juste à l'est d'Athènes dans la périphérie de l'Attique en Grèce. Il est bordé par la municipalité de Papágou-Cholargós et le quartier athénien d'Ambelókipi au nord, la municipalité de Kaisarianí et le quartier athénien d'Ilíssia au sud et le quartier de Goudí à l'ouest. 
Ce dème se trouve au pied du mont Hymette.

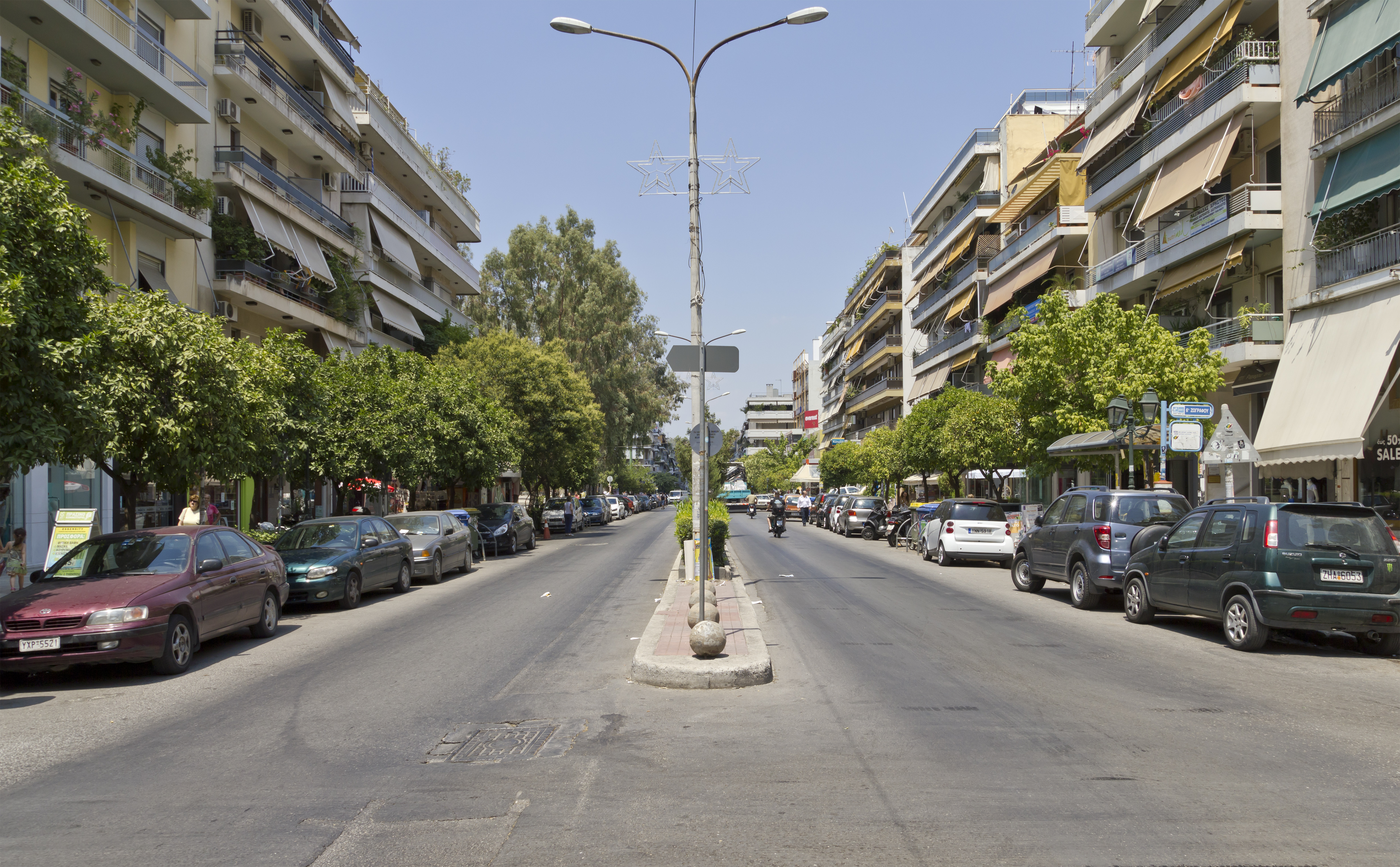
Avenue Papagou à Zográfou.

## Jumelage
- Fontaine-l'Évêque (Belgique)